# Monzun

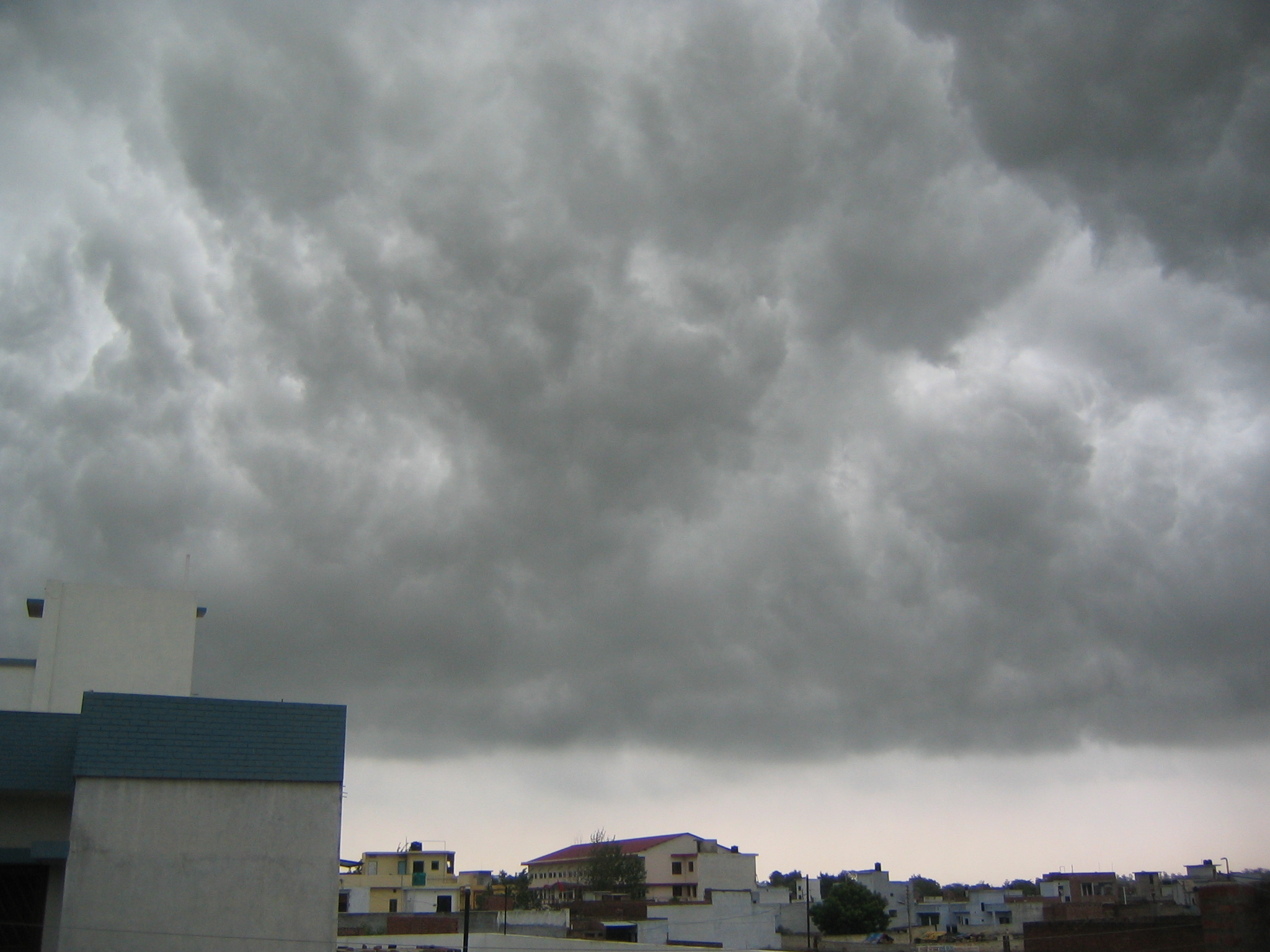
Monzunová oblačnost nad městem Lucknow v severní Indii

Mapa označující nástup monzunů nad územím Indického subkontinentu

Monzun je označení pro pravidelný vítr, který v průběhu roku ve dvou sezonách mění svůj směr. V jednotlivých pololetích má jeho proudění opačný směr. Monzuny se nejvíce vyskytují v jižní, jihovýchodní a východní Asii. Výrazně se projevují například v Indii.

## Charakteristika
V létě přináší vlhký vzduch z oceánu nad pevninu, a v zimě suchý vzduch z pevniny nad oceán. Monzuny se objevují v Africe, Asii, Severní Americe, ale nikde nehrají tak důležitou roli, jako na Indickém subkontinentu. V období od června do září sem letní monzun přináší vydatné dešťové srážky, které jsou důležitým zdrojem závlah. Monzuny do některých oblastí přinášejí až extrémní množství srážek, v některých částech Indie nebo Bangladéše může roční úhrn srážek dosáhnout až 10 m (10000 mm).

## Vznik monzunu
V důsledku rychlejšího zahřívání pevniny oproti vodě je v květnu pevninská masa Asie až o 10 °C teplejší než Indický oceán. Ohřátý vzduch nad pevninou stoupá a rozpíná se. Vytváří tak oblast tlakové níže, která uvádí monzun do pohybu. Díky vyrovnávání tlaku vzduchu začne proudit nad pevninu chladný těžší vzduch z oceánu. Výpary mořské vody zvyšují jeho vlhkost, po dosažení pevniny vodní páry kondenzují a začíná pršet. Monzunová masa vzduchu odsouvá teplejší vzduch nad pevninou. V zimním období je tomu obráceně. Země se ochlazuje rychleji než oceán, takže monzun bez vlhkosti se žene z nitra kontinentu k moři. Pro Indii to znamená, že v době od října do května tu panuje stálé suché počasí.

## Fáze monzunu
Letní monzun
Letní monzun spočívá v nerovnoměrném zahřívání pevniny a oceánu. V létě teplo z pevniny stoupá vzhůru, protože se pevnina zahřívá rychleji než oceán, vzniká tlaková níže. Vlhký vzduch z oceánu je následně přitahován, zaráží se o vysoká pohoří těchto oblastí a stoupá po nich vzhůru. V horách se ochlazuje a principiálně vznikají bouřlivé srážky nad těmito oblastmi (Čérápuňdží).
Zimní monzun
Zimní monzun je závislý na nerovnoměrném ochlazování, tedy suchý vzduch z pevniny směřuje k oceánu, neboť nad pevninou vzniká tlaková výše (nízký tlak se mění na vysoký). Z moří se nasává vlhkost a prouděním nakonec v některých ostrovních oblastech dochází ke sněhovým či dešťovým srážkám – typicky na japonských ostrovech (Hokkaidó).

## Vliv člověka
Několik posledních tisíc let se monzuny zmenšují. Od 80. let minulého století měly monzuny tendenci selhat při svém pravidelném posunu z oblasti rovníkové Afriky do Sahelu. V letech 2001–2004, kdy se začala krystalizovat podoba teorie globálního stmívání (pokles intenzity dopadajícího slunečního záření v důsledku znečištěné atmosféry), bylo pravděpodobně nalezeno vysvětlení, že právě globální stmívání je s velkou pravděpodobností příčinou selhání afrických monzunových dešťů – sluneční energie, snížená o část, která přes znečištěnou atmosféru nedopadne na povrch Země, nestačí k dostatečnému ohřevu souše i vodních ploch, aby mohl vzniknout drift srážkových mraků.